# 2024년 하계 올림픽 아프가니스탄 선수단
2024년 하계 올림픽 아프가니스탄 선수단은 2024년 7월 26일부터 8월 11일까지 프랑스 파리에서 열린 2024년 하계 올림픽에 참가한 올림픽 아프가니스탄 선수단이다.
이번 올림픽은 2021년에 일어난 카불 함락 이후 탈레반 정권이 복귀하고 국내 주요 운동선수들, 특히 여성들의 자진 추방 이후 처음으로 올림픽에 참가하게 된다.
2024년 6월, 아프가니스탄은 2020년 도쿄 올림픽 참가 선수 3명을 포함해 육상, 사이클, 유도, 수영 종목에서 경쟁하는 성별 균형을 갖춘 6인의 선수단을 발표했다. 육상 선수와 수영 선수는 모든 올림픽 국가에 보장된 보편성 장소를 통해 경쟁할 수 있으며 유도 종목은 지난 7월 국제 유도 연맹에 의해 확정되었다. 두 명의 여성 사이클 선수(파리바 하셰미, 율두즈 하셰미)는 국제 사이클 연맹의 참가 확인을 받아야 한다.
국제 올림픽 위원회(IOC)는 탈레반 관계자들의 올림픽 참가를 허용하지 않고 아프가니스탄 NOC가 아프가니스탄 선수들을 대표할 권리만 인정한다고 발표했다.
아프가니스탄 출신의 5명의 선수도 난민 올림픽 팀에 소속되어 격파, 사이클, 유도, 태권도 종목에서 경쟁하고 있다. 팀에는 2020년 올림픽 참가자인 니가라 샤힌과 파르자드 만수리가 포함되어 있다.

## 출전 선수
| 종목   | 남자 | 여자 | 전체 |
| ------ | ---- | ---- | ---- |
| 사이클 | 0    | 2    | 2    |
| 수영   | 1    | 0    | 1    |
| 유도   | 1    | 0    | 1    |
| 육상   | 1    | 1    | 2    |
| 전체   | 3    | 3    | 6    |

## 메달 집계
| 종목 | 1 | 2 | 3 | 합계 |
| 종목 | ' | ' | ' | '    |
| 종목 | ' | ' | ' | '    |
| 종목 | ' | ' | ' | '    |
| 합계 | ' | ' | ' | '    |

## 같이 보기
- 2024년 하계 올림픽